# Goux-sous-Landet
Goux-sous-Landet è un comune francese di 51 abitanti situato nel dipartimento del Doubs nella regione della Borgogna-Franca Contea.

## Società

### Evoluzione demografica
Abitanti censiti